# Rate Your Music
Rate Your Music, a volte contratto in RYM, è un sito multilingua che accoglie principalmente un database di pubblicazioni discografiche (album, singoli, video musicali, bootlegs) fondato il 24 dicembre 2000 da Hossein Sharifi, originario di Atlanta. La sede si trova a Seattle.

## Storia
Una prima interfaccia, RYM 1.0, è stata attiva fino al 2006 sostituita dalla release 2.0 con una rinnovata grafica e molte funzionalità aggiuntive. Sempre dal 2006 il sito, nato solo con i contributi volontari degli utenti, accetta gli AdSense di Google per sostenersi. Nel 2008 è stata introdotta anche la valutazione dei film.
Il suo funzionamento si basa sul concetto della wiki, ogni utente registrato può inserire o modificare una scheda ma deve essere approvata da un moderatore, mentre le recensioni non sono moderate. Vengono stilate classifiche che valutano i voti degli utenti secondo algoritmi che usano la media pesata.
I membri registrati oltre a inserire i voti, espressi in stellette da 0 a 5 su una scala di mezzo voto, possono creare proprie playlist e inserire la discografia posseduta. È possibile diventare sottoscrittore versando una quota di associazione annua.